# Antigua Reforma
Antigua Reforma är en ort i Mexiko.   Den ligger i kommunen Ebano och delstaten San Luis Potosí, i den centrala delen av landet, 290 km norr om huvudstaden Mexico City. Antigua Reforma ligger 20 meter över havet och antalet invånare är 216.
Terrängen runt Antigua Reforma är mycket platt. Runt Antigua Reforma är det ganska glesbefolkat, med 32 invånare per kvadratkilometer. Närmaste större samhälle är Oviedo, 13,5 km nordost om Antigua Reforma. Trakten runt Antigua Reforma består till största delen av jordbruksmark.